# Campionato sudamericano maschile di pallavolo 1964
Il VI campionato sudamericano maschile di pallavolo si è svolto nel 1964 a Buenos Aires, in Argentina. Al torneo hanno partecipato 5 squadre nazionali sudamericane e la vittoria finale è andata per la prima volta all'Argentina.

## Squadre partecipanti
- Argentina
- Ecuador
- Paraguay
- Uruguay
- Venezuela

## Classifica finale
| Classifica | Squadre   |
| ---------- | --------- |
|            | Argentina |
|            | Venezuela |
|            | Uruguay   |
| 4          | Paraguay  |
| 5          | Ecuador   |